# Pfifferlingsartige
|  | Dieser Artikel wurde aufgrund von formalen oder inhaltlichen Mängeln in der Qualitätssicherung Biologie im Abschnitt „Merkmale“ zur Verbesserung eingetragen. Dies geschieht, um die Qualität der Biologie-Artikel auf ein akzeptables Niveau zu bringen. Bitte hilf mit, diesen Artikel zu verbessern! Artikel, die nicht signifikant verbessert werden, können gegebenenfalls gelöscht werden. Lies dazu auch die näheren Informationen in den Mindestanforderungen an Biologie-Artikel. Begründung: Beschreibung trifft nur auf Großpilze, nicht auf Arten wie Rhizoctonia solani zu. |

Die Pfifferlingsartigen (Cantharellales) sind eine Ordnung Großpilze aus der Klasse Agaricomycetes.

## Merkmale

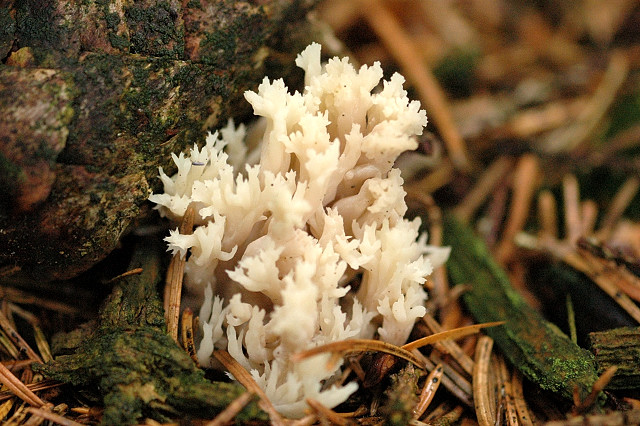
Kammförmiger Keulenpilz
Clavulina coralloides

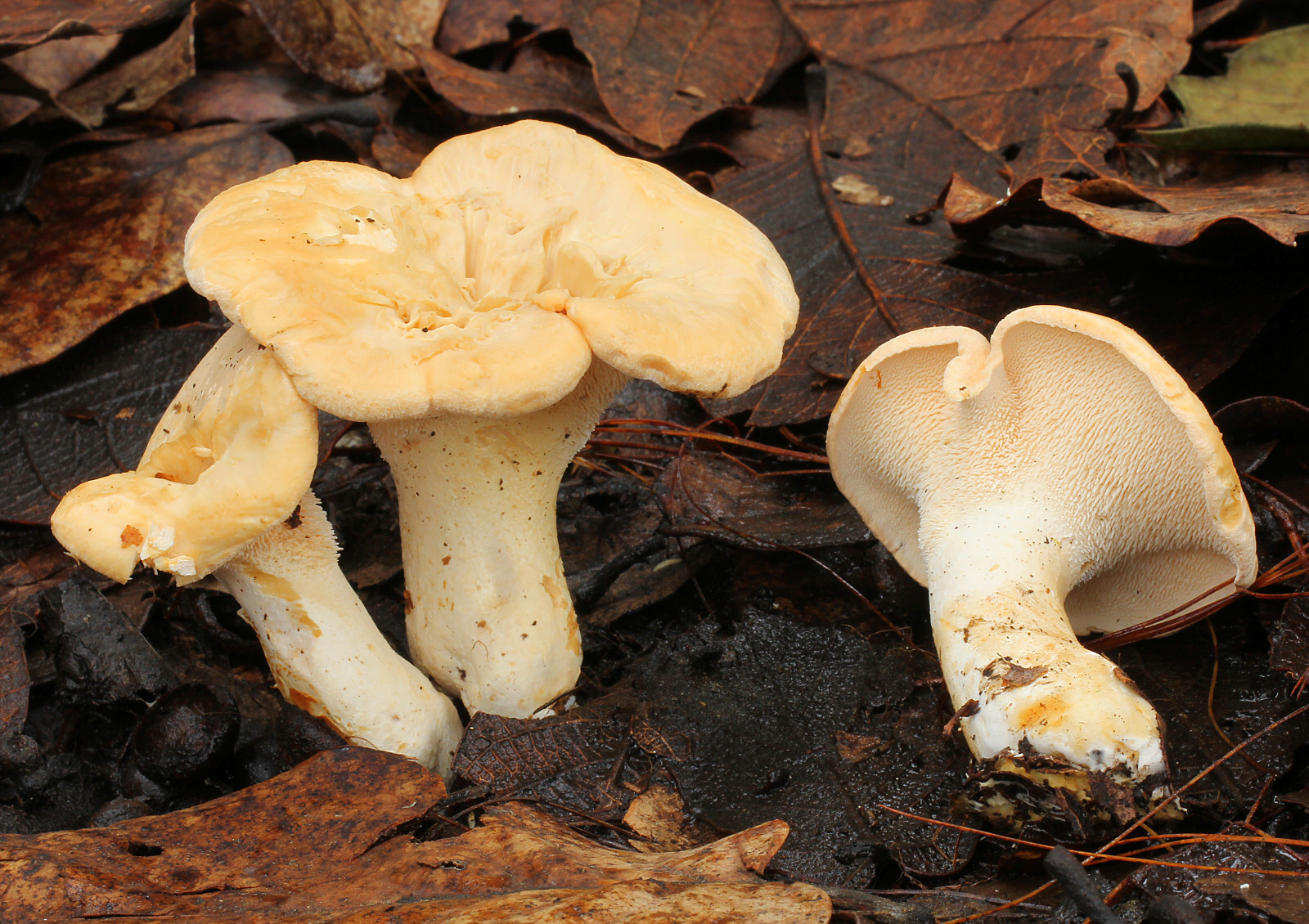
Semmel-Stoppelpilz
Hydnum repandum

Die Pfifferlingsartigen umfassen Arten mit hutförmigen oder unregelmäßig korallen- bis keulenförmigen Fruchtkörpern. Das Hymenophor kann glatt (Keulenpilzverwandte), als lamellenähnliche Leisten (Leistlinge) oder  Stacheln (Stoppelpilzverwandte) ausgebildet sein. Ein Velum ist nicht vorhanden.
Manche Vertreter der Ordnung, insbesondere aus der Familie der Pfifferlingsverwandten, ähneln auf den ersten Blick sehr den Champignonartigen (Agaricales). Wie diese besitzen sie einen Hut mit meist zentralem Stiel und lamellenähnlichen Leisten. Aber letztere sind im Gegensatz zu echten Lamellen nur Aufwölbungen. Bei den Pfifferlingsverwandten sind auch die Vertiefungen zwischen den Leisten von der Fruchtschicht (Hymenium) bedeckt, während die Champignonartigen nur an der Oberfläche der Lamellen ein Hymenium besitzen.

## Ökologie
Die Leistenpilze leben meist saprobiontisch oder in Mykorrhiza mit Bäumen, einige leben fakultativ parasitisch, obligate Parasiten kommen nur wenige vor.

## Familien
- Traubenbasidienverwandte (Botryobasidiaceae)
  - Traubenbasidien (Botryobasidium)
- Wachsbasidienverwandte (Ceratobasidiaceae)
  - Thanatephorus
    - Thanatephorus cucumeris (anamorph: Rhizoctonia solani)
- Stoppelpilzverwandte (Hydnaceae)
  - Pfifferlinge (Cantharellus)
    - Echter Pfifferling (Cantharellus cibarius)

  - Keulenpilze (Clavulina)
    - Kammförmiger Keulenpilz (Clavulina coralloides)

  - Kraterellen (Craterellus)
    - Trompetenpfifferling (Craterellus tubaeformis)

  - Stoppelpilze (Hydnum)
    - Semmel-Stoppelpilz (Hydnum repandum)

- Wachskrustenpilzverwandte (Tulasnellaceae)
  - Wachskrustenpilze (Tulasnella)

Die Familien der Pfifferlingsverwandten (Cantharellaceae), der Keulenpilzverwandten (Clavulinaceae) sowie der  Sistotremataceae wurden auf Grundlage phylogenetischer Untersuchungen mit den Stoppelpilzverwandten (Hydnaceae) vereinigt und werden nicht mehr als eigene Familien unterschieden.